# 李好义
李好义（？—1207年），南宋中期将领，华州下邽（今陕西蒲城西南）人。祖李师中在南宋初年以白衣守华州抗金，官至忠州团练使，父李定一为兴州（今略阳）驻扎御前中军统制。

## 生平
嘉泰三年（1203年）正月，龍州蕃部寇邊，掠大崖舖。二月，夜䧟獨水寨，執知寨事范浩，屠其家。興州駐扎御前諸軍都統制吳曦命王鉞與李好義共討之。七月，王鉞命李好義選士二百人深入，夜渡大魚河。蕃人望見官軍即走入箐，官軍追之斬首八級，蕃人據險，官軍不能進，乃還焚其部帳。蕃人怒，復糾合追官軍三十餘里，李好義已還獨水寨。开禧二年（1206年）十二月，金人攻七方關，李好義率軍拒卻之。三年（1207年）正月，四川宣抚副使吴曦叛宋降金，李好义時任成忠郎、兴州驻扎御前中军正将，立即自抗金前线的西和州（今甘肃西和西南）青坊赶回兴州。李好义联络监兴州合江瞻军仓杨巨源，结义士三百人，以勇士杀吴曦。约敢勇军士李贵和与李贵关系密切的李彪、张渊、陈立、刘虎、张海等人，以及吴曦的亲卫军黄术、赵亮、吴政等低级军官及军士74人，加上李好义的弟兄李好古、李好仁、李好问、妹夫杨君玉等亲属，后又有禄袆所率军士10人，共百余人。于二月的最后一天黎明前冲进吴曦内宫。李贵首先冲入吴曦的卧室，砍下吴曦首级。平叛有功，李好义特轉承宣使，升任兴州驻扎御前中军统制。李好义建议乘机夺回吴曦献给金朝的西和等关外四州，李好义率军行在独头岭大败金军。三月七日，率军收复收复西和州。宋军随即收复失地：兴州驻扎御前踏白军统制刘昌国复阶州（今甘肃武都东）、张林、李简复成州（今成县）、忠义军统制张翼复凤州（今陕西凤县东北）、兴元府驻扎御前诸军都统制孙忠锐复大散关、刘信复黄牛堡。四月，改兴州为沔州。五月下旬，设沔州驻扎御前诸军副都统制司，踏白、摧锋、选锋、策锋、遊奕五军属副都统制司，李好义被任命为沔州驻扎御前诸军副都统制。吴曦党羽，建武军节度使、沔州驻扎御前诸军都统制王喜愤恨李好义，六月中旬，王喜派刘昌国毒死李好义。追赠检校少保、寧武軍節度使，嘉定五年（1212年）正月，谥號忠壮。

## 延伸阅读
[在维基数据编辑]
 《宋史·卷402》，出自脱脱《宋史》